# جابرکعب
جابرکعب، روستایی در عبدالخان از توابع بخش مرکزی شهرستان کرخه واقع در استان خوزستان کشور ایران است.

## جمعیت
این روستا در دهستان سیدعباس قرار دارد و براساس سرشماری مرکز آمار ایران در سال ۱۳۸۵، جمعیت آن زیر سه خانوار بوده‌است.